# José Cabezas Benavente
José Cabezas Benavente, més conegut com a Pepín Cabezas, (Còrdova, 20 de març de 1949) és un exfutbolista andalús, format a Catalunya, de la dècada de 1970.

## Trajectòria
Jugava a la posició d'extrem. Es formà a la Damm CF, club amb el qual es proclamà subcampió d'Espanya juvenil. Posteriorment ingressà al RCD Espanyol, essent cedit a l'EC Granollers durant mitja temporada i a la UE Sant Andreu. Arribà al primer equip de l'Espanyol la temporada 1969-70. La següent temporada tornà a ésser cedit a la UE Sant Andreu, essent repescat abans d'acabar la temporada per quedar-se definitivament al primer equips espanyolista. Romangué al club durant cinc temporades, fins al 1974. Formà un gran front d'atac al costat de Roberto Martínez, Amiano, José María i Solsona. Com a major èxit destacà una tercera posició a la lliga la temporada 1972-73. Disputà 86 partits de lliga amb el club (set gols) i un a la Copa de la UEFA. L'any 1974 fou fitxat per l'Hèrcules CF, i després de tres temporades tornà a la UE Sant Andreu, continuant al CF Badalona, al CF Reus Deportiu, i novament al Badalona i Reus Deportiu on acabà la seva carrera.
Un cop retirat esdevingué entrenador. Dirigí el club on es va formar, la Damm CF, durant set temporades. A continuació entrenà la UE Sant Andreu tres temporades, el CF Gavà, el Bermeo FT, acabant al futbol base de l'Espanyol durant la dècada del 2000.